# Ernst Betche
Daniel Ludwig Ernst Betche (Potsdam, 31 dicembre 1851 – Sydney, 28 giugno 1913) è stato un botanico tedesco.

## Biografia
Frequentò l'istituto di orticoltura a Potsdam e successivamente lavorò presso i giardini municipali di Berlino. Nel 1874 iniziò a lavorare come giardiniere nella scuola materna di Louis van Houtte a Gand. Intorno al 1880 visitò Samoa, Tonga, le Isole Marshall e le Isole Caroline. Le felci raccolte nelle isole furono spedite all'Università di Lipsia e al botanico Ferdinand von Mueller.
Nel settembre 1881 fu assunto come collezionista presso i giardini botanici di Sydney. Nel marzo 1897 diventò assistente botanico di Joseph Maiden. In Australia si distinse nel campo della sistematica botanica.
Il genere botanico Betchea (famiglia Cunoniaceae) fu chiamato in suo onore da Rudolf Schlechter.

## Opere principali
- "Handbook of the Flora of New South Wales", 1893 (con Charles Moore).
- "A Census of New South Wales Plants", 1916 (con Joseph Maiden).[1]